# ایکرلی (تگزاس)
ایکرلی (به انگلیسی: Ackerly) شهری در ایالت تگزاس از ایالات جنوبی ایالات متحده آمریکا است. در سرشماری سال ۲۰۰۰، جمعیت این شهر ۲۴۵ نفر اعلام شد. 